# Albert Park, South Australia
Albert Park är en förort till Adelaide i Australien. Den ligger i kommunen Charles Sturt och delstaten South Australia. Antalet invånare är 1 638.
Förorten mycket tätbefolkad, med 1 517 invånare per kvadratkilometer.. 
Runt Albert Park är det i huvudsak tätbebyggt. Genomsnittlig årsnederbörd är 593 millimeter. Den regnigaste månaden är juli, med i genomsnitt 95 mm nederbörd, och den torraste är december, med 13 mm nederbörd.